# Hausham
Hausham es uno de los 15 municipios, que junto con las ciudades de Miesbach y Tegernsee integran el distrito de Miesbach, en Baja Baviera, en la región de los Alpes.
- Datos: Q507380
- Multimedia: Hausham / Q507380

1. ↑  Worldpostalcodes.org, código postal n.º 83734.